# Toyota Picnic
Toyota Picnic que também recebeu o nome de SportsVan, Avensis Verso e Ipsum é uma Minivan de sete lugares da marca japonesa Toyota. O veículo foi produzida de 1995 a 2001.